# Sabine Weigand
Sabine Weigand (* 11. Juni 1961 in Nürnberg) ist eine deutsche Schriftstellerin, Historikerin und Politikerin (Bündnis 90/Die Grünen). Ihre Romane greifen Biografien und Themen des Mittelalters auf. Seit November 2018 ist Weigand Mitglied des Bayerischen Landtags.

## Leben
Weigand wuchs im Nürnberger Stadtteil Gibitzenhof auf. Ihr Abitur machte sie am Sigena-Gymnasium. Sie studierte Geschichte, Anglistik und Amerikanistik an der Friedrich-Alexander-Universität Erlangen-Nürnberg. Nach Magister und Staatsexamen promovierte sie 1992 in Bayerischer Landesgeschichte an der Universität Bayreuth mit einer Arbeit über die Plassenburg in Kulmbach und war anschließend wissenschaftliche Mitarbeiterin am Stadtmuseum Schwabach.
An ihr Erstlingswerk Die Markgräfin (2004 – Handlungsort ist die Plassenburg) anknüpfend, schafften es auch alle nachfolgenden zehn Romane in die Bestsellerlisten. Weigand war Mitglied im Autorenkreis Historischer Roman Quo Vadis, der sich 2014 auflöste.
Für die Grünen wurde sie 2008 in den Schwabacher Stadtrat gewählt. 2018 zur bayerischen Landtagswahl kandidierte sie für die Partei im Stimmkreis Nürnberg-Süd und wurde über die Bezirksliste der Grünen in den Landtag gewählt. Dort ist sie seit dem 28. November 2018 Mitglied im Ausschuss für Wissenschaft und Kunst sowie seit 11. Dezember 2018 im Landesdenkmalrat. Außerdem ist sie seit 7. Juli 2020 stellvertretendes Mitglied im Stiftungsrat der Bayerischen Landesstiftung. Bei der Landtagswahl 2023 zog sie erneut in den Landtag ein.
Weigand lebt seit 1989 in Schwabach und ist im Beirat des Geschichts- und Heimatvereins Schwabach. Sie ist geschieden und hat einen Sohn (* 1992).

## Werke
Neben Kurzgeschichten und diverser historischer Fachliteratur wie das Historische Stadtlexikon Schwabach erschienen die historischen Romane:
- Die Markgräfin. 2004, ISBN 3-8105-2365-8 (Vorlage: Das Leben der Barbara von Brandenburg)
- Das Perlenmedaillon. 2005, ISBN 3-8105-2660-6 (Vorlage: Das Leben der Dorothea Landauer)
- Die Königsdame. 2007, ISBN 978-3-8105-2662-5 (Vorlage: Das Leben der Fatma Kariman)
- Die Seelen im Feuer. 2008, ISBN 978-3-8105-2663-2
- Die silberne Burg. 2010, ISBN 978-3-8105-2664-9
- Die Tore des Himmels. 2012, ISBN 978-3-8105-2665-6 (um Elisabeth von Thüringen)
- Das Buch der Königin. 2014, ISBN 978-3-8105-2666-3
- Ich, Eleonore, Königin zweier Reiche. 2015, ISBN 978-3-8105-2257-3 (um Eleonore von Aquitanien)
- Helga. 2016, ISBN 978-3-8105-2525-3
- Die Manufaktur der Düfte. 2018, ISBN 978-3-8105-2532-1
- Die englische Fürstin: Zwischen Glanz und Rebellion. 2019, ISBN 978-3-8105-3059-2 (um Daisy von Pless)

## Verfilmungen
Im September 2013 starteten die Dreharbeiten zu Die Seelen im Feuer, eine Auftragsproduktion von ZDF und ORF, die das ZDF erstmals am 2. März 2015 ausstrahlte.

## Auszeichnungen
- 2006 Kulturmeter, Auszeichnung der Stadt Schwabach
- 2011 Künstlerin des Monats der Metropolregion Nürnberg
- 2013 Wolfram-von-Eschenbach-Förderpreis
- 2015 Silberner Homer in der Kategorie Biographie für Das Buch der Königin
- 2018 Preisträgerin des IHK-Kulturpreises der mittelfränkischen Wirtschaft in der Sparte Literatur